# Podalonia nigrohirta
Podalonia nigrohirta är en biart som först beskrevs av Kohl 1888.  Podalonia nigrohirta ingår i släktet Podalonia och familjen grävsteklar. Inga underarter finns listade i Catalogue of Life.